# Amazics
|  | Aquest article és sobre el poble amazic o berber, per altres significats vegeu Berber (desambiguació). |

Els amazics o, amb connotacions etimològiques pejoratives, berbers (en cabilenc i altres dialectes amazics: imaziγen), són un poble del nord de l'Àfrica. Tradicionalment, han parlat les llengües de la branca amaziga de la família afroasiàtica. La paraula berber, que sovint s'usa per a referir-se a aquest poble, prové de la paraula llatina barbarus (‘bàrbar’), mentre que el poble mateix s'autoanomena amazigh (‘persona lliure’, en plural imazighen).

## Origen
Malgrat que històricament han circulat moltes teories sobre el seu origen, actualment, gràcies al fet que les restes arqueològiques del nord d'Àfrica són abundants i de gran qualitat, es pot afirmar que els amazics estan presents al territori on es troben avui des de la més remota antiguitat. Per tant, se'ls considera la població autòctona del nord d'Àfrica. Hi ha diverses teories que afirmen l'origen eurasiàtic dels amazics; per exemple, en regions com el Rif del Marroc, hi ha poblacions d'aspecte europeu (ulls blaus o verds i cabell ros o pèl roig), com els rifenys.

## Territori
Habiten en grups compactes, generalment a la muntanya, al Marroc (Rif, Atles, i Sus) i a Algèria (Cabília, Aurès, Mzab i Ahaggar), però també a Tunísia (illa de Gerba, Matmata i altres zones del sud), Líbia (majoritàriament, a la muntanya Nefussa i Zuwarah), Egipte (oasi de Siwa), Mali (nord-oest), Níger (nord-oest), i en algunes tribus molt limitades a Mauritània (rodalia de Nouakchott), el Txad i Burkina Faso.

## Costums
Rarament són nòmades —llevat de grups com els tuaregs—; habiten generalment en cases de tipus mediterrani amb terrassa i, els de l'interior, en tendes de planta quadrangular. L'estructura social es basa en la família patriarcal; organitzats en cabiles, són governats per un consell d'ancians (gama'a) i regits per una llei pròpia (qanun), o conjunt de tradicions orals. Són de religió musulmana, deformada sovint per supersticions locals o barrejada amb restes de paganisme. La poligàmia hi és poc corrent.
La majoria d'amazics són musulmans sunnites, per bé que hi ha hagut tradicionalment minories jueves, i sedentaris, excepte els tuaregs. Són presents a la regió des de la prehistòria. A partir del segle xi, van començar a assimilar-se als àrabs.

## Organització
Es divideixen en pobles (karuba), cadascun dels quals és administrat per una Djamaa, assemblea de ciutadans encapçalada per un amin (cap d'assemblea) i un temman (inspector). Els amazics no han demanat mai autonomia política, però sí el reconeixement de la seva cultura com a part integrant dels estats que la formen.
Ni al Marroc ni a Algèria hi ha autonomia interna, tot i que el 28 de maig del 1995 es creà al Marroc un Haut-Commissariat à l'amazighité amb competències per a desenvolupar l'ensenyament en amazic, però es tracta d'una mesura politicoadministrativa i no pas un reconeixement de iure, de manera que la seva existència és precària. A Algèria, reclamen autonomia política i cultural. Els tuareg han recorregut sovint a la lluita armada per tal d'aconseguir reconeixement tant a Níger com a Mali.

## Història

### Origen
El seu origen resta de moment desconegut, però és molt antic. El fet de trobar amazics de cabell ros pot suggerir que hi va haver una barreja de les poblacions de la costa sud del Mediterrani amb poblacions de la costa nord, però en una època tan antiga que no es pot determinar. De moment, es treballa la llengua amazic com a font per avaluar el seu possible origen.

### Temps històrics
Els amazics ja són esmentats als texts egipcis. Els libis (libu) o tehenu eren amazics; una dinastia, la dinastia XXII, d'origen libi, governà Egipte al segle x aC. Els amazics poblaren totes les terres de l'oest del Nil. Records de la població amaziga en tot el nord d'Àfrica s'han trobat pel desert del Sàhara.
Les fonts gregues i romanes també hi fan referència. Els geògrafs grecs utilitzen noms que segurament no es donaven a ells mateixos: nasamons i psil·les a Cirenaica i Tripolitana, garamants al Sàhara, maclis (machyles) i maxyes al Sahel tunisià, númides al Magrib oriental, gètuls als confins del desert i l'altiplà; maures al Magrib central i occidental. De tota manera, entre els autors antics sembla recurrent l'ús d'un etnònim, màzics, amb gran nombre de variants i aplicat a nombroses tribus de llocs molt allunyats del nord d'Àfrica, que és manllevat de l'amazic antic i segurament és l'origen de l'actual etnònim amazic. Entre aquestes tribus amazigues, es van establir colònies, primer fenícies i després cartagineses i gregues, que van tenir poc d'efecte en la població, excepte a la rodalia de Cartago i Cirene. La seva unitat fou tardana, però finalment es van constituir els regnes dels massils i dels massesils, després Regne de Numídia, i el Regne de Mauritània. Els dos regnes van desaparèixer absorbits per Roma en províncies a la primera meitat del segle i.

### Domini romà
El domini romà durà fins al segle v. En tot aquest temps, la romanització fou superficial a les muntanyes i al desert, i l'administració de les tribus corresponia als seus propis caps. Algunes revoltes foren dirigides per amazics romanitzats com Tacfarines (17 a 29) i d'altres per tribus de l'interior. Les principals revoltes foren les dels nasamons en temps d'August, dels garamants en temps de Domicià, dels maures sota Hadrià, Antoní Pius i Còmmode, dels gètuls a mitjan segle iii i dels cabilencs al final del segle iii. A mesura que l'autoritat romana es diluïa, els amazics es manifestaven més i més autònoms i adoptaven posicions diferenciades, per exemple el donatisme a la província d'Àfrica. Al segle iv, la revolta dels circumcel·lions fou una mena de bagauda amazic; revoltes com les de Firm (372-375) i Gildó (398) donen fe del particularisme amazic; però aquesta hostilitat als romans no portà a la creació d'un estat amazic, sinó que facilità la conquesta del vàndals al segle v. Els amazics es van fer independents a Mauretània, la Cabília, l'Aurès, i la Tripolitana, però desorganitzats, mentre una part cooperava amb els vàndals i formava part dels seus exèrcits.
La conquesta romana d'Orient del Regne vàndal (531) donà el poder als grecs fins al 642. Els amazics es van oposar als romans d'Orient localment, com Antales a la Bizacena, i Yabdas a l'Aurès. El governador de Justinià I, Salomó, va poder vèncer la resistència amb força facilitat. Després de la mort de Salomó (643), en una expedició contra la tribu amaziga dels levates (Lawata) de Tripolitana, aquests estaven a punt d'envair Àfrica, però foren precisament els amazics de l'Aurès els que ho van evitar ajudant el governador Joan Troglita (546-552). En aquest moment, els amazics estaven dividits en tres grups principals i altres tribus independents:
- Lawata (amb els Hawwara, Awrigha, Nafzawa i Awraba) a Tripolitana, Cirenaica, el Djerid i l'Aurès,
- Sanhadja (amb els Kutama, Zwawa, Zanata, Ifren, Ghumara, Masmuda, Gezula, Lemta i Sanhadja) al Magrib occidental i central,
- Zanata a Tunísia i part d'Algèria.

#### Governadors romans d'Orient
- Arquelau, 534 (governador militar).
- Belisauri, 534 (tribú militar).
- Salomó, 534-536 (tribú militar 534-535, prefecte 535-536).
- Simac, 536 (prefecte).
- Germà, 536-539 (tribú militar).
- Salomó (segona vegada, prefecte), 539-643.
- Areobinde, 544-545 (prefecte).
- Gunteri, 545 (prefecte).
- Anatasi, 545-546 (prefecte).
- Artabà, 546 (tribú militar).
- Joan Troglita, 546-552 (tribú militar).
- Pau, 552-555.
- Boeci, 555-558.
- Joan Troglita (segona vegada), 558-562.
- Joan Rogatí, 562-563.
- Areobinde, 563.
- Marcià, 563-565.
- Tomàs, 565.
- Luci Mappi, 565-569.
- Teodor, 569-570.
- Teoctist, 570-571.
- Amabilis, 571-574.
- Desconegut/s, 574-578.
- Tomas, 578.
- Gennadi, 578.
- Vitali, 578-582.
- Teodor, 582-590.
- Joan, 590-591.
- Gennadi, 591-594.
- Pantaleó, 594-598.
- Gennadi (tercera vegada), 598-600.
- Innocenci, 600-602.
- Heracli Crisp, 602-611.
- Desconegut, 611-614.
- Cesari, 614-617.
- Desconegut, 617-619.
- Nicetes, 619-627.
- Gregori (patrici), 627-633.
- Pere, 633-641.
- Gregori (segona vegada) 641-648, (independent, 642-648).

### Conquesta àrab musulmana

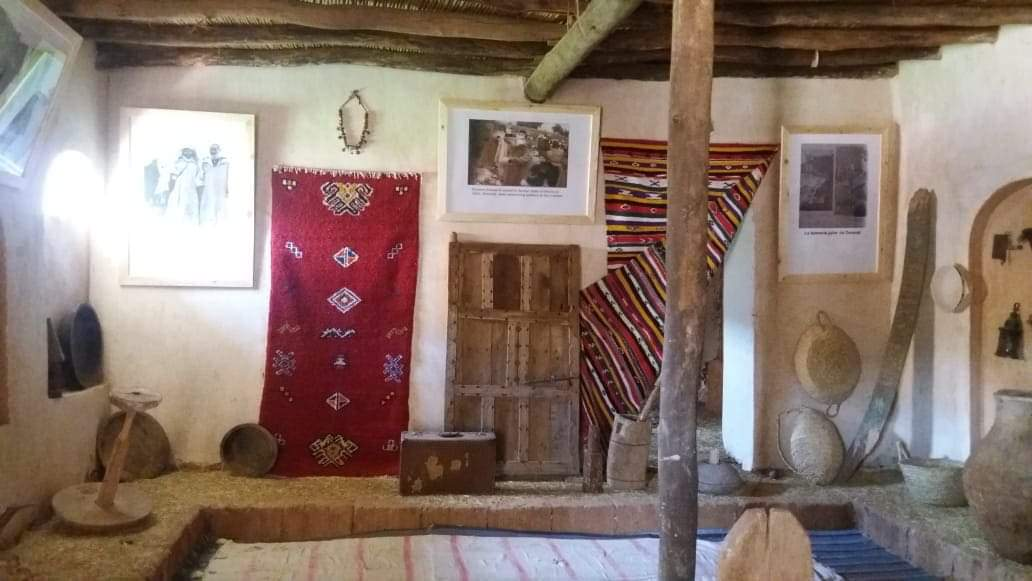
Una antiga sala amaziga al Marroc

Els primers atacs musulmans foren simples expedicions de saqueig que difícilment podien portar a un domini permanent. Fins al 670, amb la fundació de Kairuan, aquest domini no s'establí de manera sòlida, però encara les ciutats de la costa seguien en mans dels romans d'Orient, igual que les zones muntanyoses. Els amazics, organitzats sota la direcció d'un dels caps tribals, Kosayla, van matar Uqba ibn Nafi a Tahudha i es formà el primer gran regne amazic (687-690), i abraçà la major part de Tunísia. Koysala no va poder resistir gaire, però la seva torxa fou recollida per la reina Kahina a l'Aurès, que finalment fou derrotada el 703.
Durant el segle viii, els amazics es van convertir a l'islam; van formar el nucli de l'exèrcit que conquerí Hispània, i amazic era el seu comandant, el conqueridor Tàriq. Però aviat hi van renéixer els particularismes i la major part dels amazics va adoptar doctrines kharigites.

### Estats amazics musulmans

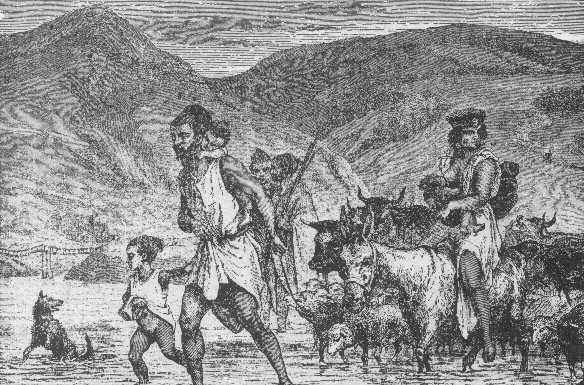
Família amaziga, segons una visió externa del 1890

El 740, començà la revolta contra els àrabs a l'oest del Magrib, dirigida per Maysara; quan aquest fou mort pels seus propis seguidors, la revolta va seguir i s'estengué per tot el Magrib i cap a Hispània. Els àrabs van patir diverses derrotes, entre les quals la de Khultum ibn Iyad el 741, que els va fer perdre Kairuan, saquejat pels warfadjdjuma sufrites (756); després els hawwara ibadites van derrotar els warfadjdjuma i van formar un estat ibadita per Tripolitana i Tunísia i part d'Algèria. La divisió interna dels amazics no els permeté aprofitar les seves victòries i el cap Abul Khattab fou derrotat per tropes àrabs vingudes de Síria, que van recuperar Ifríqiya (761). La guerra encara continuà vint anys, al final dels quals els àrabs havien restablert el seu domini a Ifríqiya, però el que avui és Algèria central, occidental i el Marroc, ja no el van recuperar. Així, van sorgir estats sovint governats per àrabs que tenien el suport dels amazics, com l'Imamat de Tahart (761-908), dirigit per la dinastia dels rustàmides); l'Emirat de Sigilmasa, governat pels Banu Midrar (772-977); l'Emirat de Tlemcen, fundat per Abu Kurra del grup Banu Ifran; l'Emirat de Nakur, fundat pels Ghumara; l'estat dels Barghawata, a la costa atlàntica, i ja al segle ix l'Emirat dels idríssides) de Fes, amb el suport del amazics miknasa, sadrata, i zwagha. Només els aglàbides (800-909), de fet independents, van reconèixer la sobirania abbàssida, i es van haver d'enfrontar sovint als amazics del sud dels seus dominis.
Al segle x, els kutama van aportar els soldats necessaris al dai xiïta Abu Abd Allah per derrotar els aglàbides (909) i fundar l'estat fatimita. Els fatimites van poder eliminar l'Imamat de Tahart (908), però no pogueren dominar el Marroc, on principalment es van mantenir els idríssides amb el suport dels Maghrawa i els Zanata, que per oposició als fatimites van ser clients dels omeies de Còrdova. El fatimites van tenir una forta oposició dirigida per Abu Yazid Makhlad ben Kaydad al-Nukkari, l'home de l'ase (943-947), que per un temps dominà Ifríqiya, però el van poder derrotar amb l'ajut dels Sanhadja del Magrib central. A partir del 973, amb els fatimites establerts a Egipte, es van desinteressar del Magrib.
Altre cop les tribus amazigues es disputaren el poder: a l'est, els sanhadja van suplantar els kutama i van donar suport als zírides (973-1167); a l'oest, desapareguts els idríssides, el poder passà als Zanata, primer com a governadors del país per compte dels califes omeies de Còrdova i després com a emirs independents a Fes, on van romandre fins a l'arribada dels almoràvits (1063). Al començament del segle xi, l'estat zírida es dividí i al Magrib central sorgí el Regne hammadita o dels Banu Hammad, amb capital a Kalat Bani Hamad i després a Bugia (1014-1152).
A mitjan segle xii, la invasió dels nòmades Banu Hilal enviats pel califa fatimita suposà la devastació d'Ifríqiya i l'establiment d'un domini àrab sobre la població amaziga. Els amazics es van barrejar a les planes i altiplans amb els àrabs i van abandonar progressivament la seva llengua i costums: es van arabitzar. Només els que vivien en zones de més difícil accés es van escapar a aquesta tendència (Aurès, Cabília, Atles, Rif).
Però, d'altra banda, les dinasties dels almoràvits o dels almohades foren dinasties bàsicament amazigues i, per un temps, van establir el seu domini al Magrib. Els almoràvits tenien el suport dels amazics Lamtuna del Marroc del sud, convertits a l'islam al segle ix. Abu Bakr fundà Marràqueix (1070) i Yusuf ibn Tashfin dominà tot Marroc, el Magrib central i part d'Hispània, i aturà els cristians de la península Abd Allah ben Buluggin (1086). Però els califes almoràvits no podien comptar amb els amazics per imposar-se a civilitzacions més desenvolupades i van entrar ràpidament en decadència. Llavors, fou el torn dels Masmuda de l'Atles, que van donar suport a les doctrines unitàries dels almohades, i dirigits per Abd al-Mumin ben Ali van suplantar els almoràvits (1147). Van dominar tot el Magrib, incloent-hi l'Emirat hammadita de Bugia i l'Emirat zírida d'Ifríqiya, i també part d'Hispània. Igualment, van entrar en decadència molt aviat. Els Banu Ghaniya de Mallorca, lleials als almoràvits, van rebre el suport dels amazics del Magrib central que, d'altra banda, es decantaven cap a la independència. El darrer almohade, Abu Dabbus, va morir el 1269 sense poder, quan ja els marínides s'havien instal·lat a Fes, els abdalwadites a Tlemcen i els hàfsides a Tunis. Aquestes dinasties exercien un control molt feble sobre els amazics de les muntanyes, on els Banu Wamannu a la regió d'Ouarsenis, els Zwawa a Djurdjura, els cabilencs a la Cabília, i les poblacions del Zab i el Djerid, eren de fet independents; també els amazics de l'Aurès i els del Djebel Nafusa es mantingueren independents. En aquest temps, però, les poblacions amazigues estaven tan disperses i en grups relativament petits que ja no era possible un gran estat amazic al nord d'Àfrica. La seva història posterior és la de cada grup.
Al Marroc s'han fet algunes reformes sota el govern de Mohammed VI per normalitzar el fet dels amazics al seu territori, com ara l'aprenentatge de la llengua a les escoles; tot i així encara hi ha una forta repressió cap als diversos grups amazics existents en territori marroquí. Al Marroc hi ha el moviment del Hirak, amb què molts amazics estan reclamant els seus drets com a ciutadans després que al 2016, Mojein Fikri fos torturat per les autoritats.(3)